# مقاطعة مور (تكساس)
مقاطعة مور (بالإنجليزية: Moore  County)‏ هي إحدى المقاطعات في ولاية تكساس، الولايات المتحدة الأمريكية.